# シチズンリテイルプラニング
シチズンリテイルプラニング（CITIZEN RETAIL PLANNING CO., LTD.）は、シチズングループの店舗運営、販売事業、企画販売を行う企業である。

## 事業紹介
チェーン時計専門店のオンタイム、ムーヴ、シチズンアウトレットなどを全国に展開している。シチズンウオッチをメインとしているクロック、ジュエリー、健康機器等を含めた企画販売をしている。

## 沿革
- 1947年2月20日 - 株式会社栄商会が設立。
- 2015年10月1日 - シチズンニューフラッグ株式会社を吸収合併し、現在の社名に商号が変更された。

## 運営時計専門店

### ムーヴ
マルイの店舗内や各社ショッピングモール内に展開されている時計専門店である。

#### 店舗一覧

##### 北海道・東北
- move(ムーヴ) 泉パークタウン タピオ店

##### 東京
- move(ムーヴ) 有楽町マルイ店
- move(ムーヴ) 上野マルイ店
- move(ムーヴ) 丸井錦糸町店
- move(ムーヴ) 南砂町ショッピングセンターSUNAMO店
- move(ムーヴ) 二子玉川ドッグウッドプラザ店
- move(ムーヴ) 新宿マルイアネックス店
- move(ムーヴ) 新宿マルイ本館店
- move(ムーヴ) アトレ吉祥寺店
- move(ムーヴ) セレオ八王子店

##### 関東
- move(ムーヴ) マルイファミリー溝口店
- move(ムーヴ) マルイシティ横浜店
- move(ムーヴ) マークイズみなとみらい店
- move(ムーヴ) 大船ルミネウィング店
- move(ムーヴ) ODAKYU湘南GATE店（2021年3月31日閉店）
- move(ムーヴ) ららぽーと柏の葉店
- move(ムーヴ) 新所沢パルコ店

##### 中部
- move(ムーヴ) 静岡マルイ店（2021年3月28日閉店）

##### 九州
- move(ムーヴ) マークイズ福岡ももち店
- move(ムーヴ) 博多マルイ店
- move(ムーヴ) COCOSA熊本店

### シチズン・アウトレット
アウトレットは価格だけではない価値を提案し、接客を通じてシチズンファンを獲得することを第一の目的として運営されている。コンセプトは「先端技術を体験していただく体験の場」「確かな品質に触れられるシチズン製品との出会いの場」である。

#### 店舗一覧

##### 北海道・東北
- CITIZEN 札幌北広島店
- CITIZEN 仙台港店

##### 関東
- CITIZEN お台場店（2020年9月27日閉店）
- CITIZEN 多摩南大沢店
- CITIZEN 幕張店
- CITIZEN 酒々井店
- CITIZEN 木更津店
- CITIZEN あみ店
- CITIZEN 佐野店
- CITIZEN 入間店
- CITIZEN 南町田店
- CITIZEN 横浜ベイサイド店
- CITIZEN 那須店

##### 東海
- CITIZEN 土岐店
- CITIZEN 長島店
- CITIZEN 御殿場店

##### 関西
- CITIZEN 滋賀竜王店
- CITIZEN りんくう店
- CITIZEN 神戸三田店

##### 中国
- CITIZEN 倉敷店
- CITIZEN 広島店

##### 九州
- CITIZEN 沖縄店
- CITIZEN 福岡店
- CITIZEN 鳥栖店

##### 北陸
- CITIZEN 北陸小矢部店